# Vidor Tafner
Vidor Tafner (* 2. November 1881 in Bátaszék, Königreich Ungarn; † 1. Oktober 1966 in Budapest, Ungarn) war ein ungarischer Zoologe und Goldschmied.

## Leben
1905 promovierte Tafner an der Ungarischen Königlichen Universität von Kolozsvár (heute Cluj-Napoca, Rumänien) in Zoologie. Anschließend war er dort Dozent. Ab 1906 lehrte er in Besztercebánya (heute Banská Bystrica, Slowakei), wo er mit der Herstellung einer neuen Glasart experimentierte. Nach dem Vertrag von Trianon im Jahr 1920, bei dem das Gebiet Oberungarn an die Tschechoslowakei abgetreten wurde, ließ er sich in Székesfehérvár nieder, trat in den Ruhestand und beschränkte sich auf die Goldschmiedekunst. Ab 1927 leitete er eine Keramikwerkstatt, setzte aber nach deren Schließung im Jahr 1936 seine Arbeit als Goldschmied fort. 1964 zog er nach Budapest, wo er zwei Jahre später verstarb. 
Neben der Glasforschung experimentierte Tafner mit Emails und Glasuren und fertigte auch Objekte aus hammergehärtetem Kupfer an. Sein mit filigraner Technik hergestellter Schmuck ist ein origineller Aspekt der Goldschmiedekunst des Jugendstils in Ungarn. Seine bekannteste Arbeit ist das Silberne Ziborium in Sümeg. Im September 1965 organisierte die Galerie István Csók in Székesfehérvár eine Einzelausstellung von Exponaten seiner Werke. 
Tafners zoologisches Interesse galt den Insekten und Milben. Ab 1901 veröffentlichte er darüber mehrere Schriften, darunter Összenövesztett pillangók (1901, auch in der deutschen Übersetzung Über künstlich verwachsene Schmetterlinge erschienen), A Rhynolophusok tapintó készülékéről (1904), Az atkafélék (1904), Az atkafélék földrajzi elterjedése (1905) und Adatok Magyarország atkafaunájához (1905). Letzterer Beitrag enthält die Erstbeschreibungen zu den Milbenarten Galumna globuloides, Ceratoppia hungarica und Chamobates apathyi.
Tafner heiratete Ilona Anna Mária Ullmann am 18. Dezember 1907 in Baja.